# Dactylolabis damula
Dactylolabis damula är en tvåvingeart som först beskrevs av Osten Sacken 1877.  Dactylolabis damula ingår i släktet Dactylolabis och familjen småharkrankar. Inga underarter finns listade i Catalogue of Life.